# Vật tại Đại hội Thể thao Đông Nam Á 2023
Vật là một trong những môn thể thao được tranh tài tại Đại hội Thể thao Đông Nam Á 2023 ở Campuchia. Bộ môn Vật tại kỳ SEA Games 32 lần này diễn ra trọn vẹn trong 3 ngày thi đấu từ ngày 14 đến ngày 16 tháng 5.

## Nội dung thi đấu
Môn đấu vật tại Sea Games 32 sẽ bao gồm 30 sự kiện bao gồm 20 nội dung dành cho nam và 10 nội dung dành cho nữ
- Nam:

Vật Hy Lạp-La Mã: 55 kg, 60 kg, 63 kg, 67 kg, 72 kg, 77 kg, 82 kg, 87 kg, 97 kg và 130 kg
Vật tự do: 57 kg, 61 kg, 65 kg, 70 kg, 74 kg, 79 kg, 86 kg, 92 kg, 97 kg, 125 kg
- Nữ: 50 kg, 53 kg, 55 kg, 57 kg, 59 kg, 62 kg, 65 kg, 68 kg, 72 kg, 76 kg.

## Chương trình thi đấu
| Ngày  | Giờ           | Nội dung |
| ----- | ------------- | --- |
| 14/05 | 07:30 - 08:00 | Kiểm tra y tế và cân nặng Vật Hy Lạp-La Mã -55 kg, 60 kg, 63 kg, 67 kg, 72 kg, 77 kg, 82 kg, 87 kg, 97 kg, 130 kg |
| 14/05 | 10:30 -13:30  | Vòng sơ loại và Repechage Vật Hy Lạp-La Mã -55 kg, 60 kg, 63 kg, 67 kg, 72 kg, 77 kg, 82 kg, 87 kg, 97 kg, 130 kg |
| 14/05 | 16:00 - 19:00 | Chung kết Vật Hy Lạp-La Mã -55 kg, 60 kg, 63 kg, 67 kg, 72 kg, 77 kg, 82 kg, 87 kg, 97 kg, 130 kg Lễ trao thưởng  |
| 15/05 | 07:30 - 08:00 | Kiểm tra y tế và cân nặng Vật nữ -50 kg, 53 kg, 55 kg, 57 kg, 59 kg, 62 kg, 65 kg, 68 kg, 72 kg, 76 kg            |
| 15/05 | 10:30 -13:30  | Vòng sơ loại và Repechage Vật nữ -50 kg, 53 kg, 55 kg, 57 kg, 59 kg, 62 kg, 65 kg, 68 kg, 72 kg, 76 kg            |
| 15/05 | 16:00 - 19:00 | Chung kết Vật nữ-50 kg, 53 kg, 55 kg, 57 kg, 59 kg, 62 kg, 65 kg, 68 kg, 72 kg, 76 kg Lễ trao thưởng              |
| 16/05 | 07:30 - 08:00 | Kiểm tra y tế và cân nặng Vật tự do -57 kg, 61 kg, 65 kg, 70 kg, 74 kg, 79 kg, 86 kg, 92 kg, 97 kg, 125 kg        |
| 16/05 | 10:30 -13:30  | Vòng sơ loại và Repechage Vật tự do -57 kg, 61 kg, 65 kg, 70 kg, 74 kg, 79 kg, 86 kg, 92 kg, 97 kg, 125 kg        |
| 16/05 | 16:00 - 19:00 | Chung kết Vật tự do -57 kg, 61 kg, 65 kg, 70 kg, 74 kg, 79 kg, 86 kg, 92 kg, 97 kg, 125 kg Lễ trao thưởng         |

## Bảng tổng sắp Huy chương
| Hạng               | Đoàn               | Vàng | Bạc | Đồng | Tổng số |
| ------------------ | ------------------ | ---- | --- | ---- | ------- |
| 1                  | Việt Nam           | 13   | 4   | 1    | 18      |
| 2                  | Indonesia          | 6    | 6   | 2    | 14      |
| 3                  | Campuchia          | 5    | 4   | 11   | 20      |
| 4                  | Philippines        | 4    | 7   | 5    | 16      |
| 5                  | Thái Lan           | 1    | 5   | 6    | 12      |
| 6                  | Singapore          | 1    | 3   | 5    | 9       |
| 7                  | Lào                | 0    | 1   | 7    | 8       |
| Tổng số (7 đơn vị) | Tổng số (7 đơn vị) | 30   | 30  | 37   | 97      |

## Các Huy chương

### Cổ điển nam
| Hạng cân | Vàng                             | Bạc                           | Đồng                                |
| -------- | -------------------------------- | ----------------------------- | ----------------------------------- |
| 55 kg    | Nguyễn Đình Huy · Việt Nam       | Michael Cater · Philippines   | Thach Socheat · Campuchia           |
| 60 kg    | Bùi Tiến Hải · Việt Nam          | Yon Bunna · Campuchia         | Eddy Zulqarnain Khidzer · Singapore |
| 63 kg    | Suparmanto · Indonesia           | Noel Norada · Philippines     | Nuttapong Hinmee · Thái Lan         |
| 67 kg    | Muhammad Aliansyah · Indonesia   | Bùi Mạnh Hùng · Việt Nam      | Chlovelle Van Adolfo · Philippines  |
| 67 kg    | Muhammad Aliansyah · Indonesia   | Bùi Mạnh Hùng · Việt Nam      | Dawson Sihavong · Lào               |
| 72 kg    | Nguyễn Công Mạnh · Việt Nam      | Jason Baucas · Philippines    | Apichai Natal · Thái Lan            |
| 77 kg    | Andika Sulaeman · Indonesia      | Nguyễn Bá Sơn · Việt Nam      | Wisit Thamwirat · Thái Lan          |
| 77 kg    | Andika Sulaeman · Indonesia      | Nguyễn Bá Sơn · Việt Nam      | Gadiel Misso · Singapore            |
| 82 kg    | Jason Balabal · Philippines      | Aryan Azman · Singapore       | Keo Sophak · Campuchia              |
| 87 kg    | Lulut Gilang Saputra · Indonesia | Nghiêm Đình Hiếu · Việt Nam   | Chhoeung Veasna · Campuchia         |
| 97 kg    | Mo Sari · Campuchia              | Vansalong Phiathep · Lào      | Atthaphol Sirithahan · Thái Lan     |
| 130 kg   | Sou Bali · Campuchia             | Nanthawat Panphuek · Thái Lan | Timothy Loh · Singapore             |

### Tự do nam
| Hạng cân | Vàng                           | Bạc                              | Đồng                              |
| -------- | ------------------------------ | -------------------------------- | --------------------------------- |
| 57 kg    | Alvin Lobreguito · Philippines | Phùng Khắc Huy · Việt Nam        | Nattawut Kaewkhuanchum · Thái Lan |
| 61 kg    | Ronil Tubog · Philippines      | Zainal Abidin · Indonesia        | Siripong Jumpakam · Thái Lan      |
| 61 kg    | Ronil Tubog · Philippines      | Zainal Abidin · Indonesia        | Soeun Sophors · Campuchia         |
| 65 kg    | Nguyễn Xuân Định · Việt Nam    | Hamka · Indonesia                | Lim Zi Xyan · Singapore           |
| 65 kg    | Nguyễn Xuân Định · Việt Nam    | Hamka · Indonesia                | Jhonny Morte · Philippines        |
| 70 kg    | Ngô Thế Sao · Việt Nam         | Dawson Sihavong · Lào            | Ardiansyah Darmansyah · Indonesia |
| 70 kg    | Ngô Thế Sao · Việt Nam         | Dawson Sihavong · Lào            | Chhoeun Chheang · Campuchia       |
| 74 kg    | Cấn Tất Dự · Việt Nam          | Rachmat Hadi Wijaya · Indonesia  | Parinya Chamnanjan · Thái Lan     |
| 74 kg    | Cấn Tất Dự · Việt Nam          | Rachmat Hadi Wijaya · Indonesia  | Lou Hong Yeow · Singapore         |
| 79 kg    | Randa Riandesta · Indonesia    | Gary Chow · Singapore            | Ol Saoheng · Campuchia            |
| 86 kg    | Heng Vuthy · Campuchia         | Chiranuwat Chamnanjan · Thái Lan | Trần Văn Trường Vũ · Việt Nam     |
| 92 kg    | Ngô Văn Lâm · Việt Nam         | Jefferson Manatad · Philippines  | Heng Rottha · Campuchia           |
| 97 kg    | Mo Sari · Campuchia            | Chino Torres Sy · Philippines    | Asien Thepphasouvanh · Lào        |
| 125 kg   | Timothy Loh · Singapore        | Dorn Sao · Campuchia             | Lerdxai Khamthama · Lào           |

### Tự do nữ
| Hạng cân | Vàng                                 | Bạc                                      | Đồng                          |
| -------- | ------------------------------------ | ---------------------------------------- | ----------------------------- |
| 50 kg    | Nguyễn Thị Xuân · Việt Nam           | Jiah Pingot · Philippines                | Anissa Safitria · Indonesia   |
| 53 kg    | Mutiara Ayuningtyas · Indonesia      | Nadia Narin · Thái Lan                   | Dit Samnang · Campuchia       |
| 53 kg    | Mutiara Ayuningtyas · Indonesia      | Nadia Narin · Thái Lan                   | Maribel Angana · Philippines  |
| 55 kg    | Sriprapa Tho-kaew · Thái Lan         | Candra Marimar · Indonesia               | Grace Loberanes · Philippines |
| 57 kg    | Nguyễn Thị Mỹ Trang · Việt Nam       | Danielle Lim · Singapore                 | Sim Keatha · Campuchia        |
| 59 kg    | Trần Ánh Tuyết · Việt Nam            | Salinee Srisombat · Thái Lan             | Cathlyn Vergara · Philippines |
| 62 kg    | Nguyễn Thị Mỹ Hạnh · Việt Nam        | Kharisma Tantri Herlina · Indonesia      | Chhoeun Sreylen · Campuchia   |
| 65 kg    | Maria Cristina Vergara · Philippines | Sambat Vannak · Campuchia                | Sopha Thammavong · Lào        |
| 68 kg    | Lại Diệu Thương · Việt Nam           | Soeurn Noeurn · Campuchia                | Vanmixay Soulisa · Lào        |
| 72 kg    | Chea Kanha · Campuchia               | Jean Mae Lobo · Philippines              | Phonexai Paosavat · Lào       |
| 76 kg    | Đặng Thị Linh · Việt Nam             | Varadisa Septi Putri Hidayat · Indonesia | Jezamine Chua · Singapore     |